# Mimetus sagittifer
Espèce
Synonymes
- Phobetinus sagittifer Simon, 1895

Mimetus sagittifer est une espèce d'araignées aranéomorphes de la famille des Mimetidae.

## Distribution
Cette espèce est endémique du Sri Lanka.

## Description
La femelle holotype mesure 2,5 mm.
Le mâle décrit par Brignoli en 1972 mesure 2,17 mm et la femelle 1,60 mm.

## Systématique et taxinomie
Cette espèce a été décrite sous le protonyme Phobetinus sagittifer par Simon en 1895. Elle est placée dans le genre Mimetus par Benavides et Hormiga en 2020.

## Publication originale
- Simon, 1895 : Histoire naturelle des araignées. Paris, vol. 1, p. 761-1084 (texte intégral).